# يوم قتل الزعيم
يوم قُتل الزعيم هي رواية سياسية ذات طبيعة جمالية للكاتب المصري نجيب محفوظ الحائز على جائزة نوبل للآداب عام 1988. صدرت في عام 1985. تتبع الرواية سرديات متعددة مكتوبة بأسلوب سيل الوعي. تدور أحداثها في أوائل الثمانينيات من القرن العشرين. بينما كان الرئيس المصري أنور السادات يُدخل سياسات الانفتاح أو سياسات السوق الحرة الاقتصادية المفتوحة التي أدت إلى اضطرابات واسعة النطاق. مثل العديد من روايات نجيب محفوظ، يستخدم في هذا كتابه التاريخ المصري والمجتمع لتحليل موضوعات عالمية مثل العلاقة بين الحب والاقتصاد، والعلاقات المألوفة، والموت، واللاعقلانية من المشاعر الإنسانية.

## عنوان
في رأي محمد الجوادي أن عنوان «يوم قتل الزعيم» لهذه الرواية ليس إلا كناية عن 6 أكتوبر 1981، يوم اغتيال السادات، فعبّر عن فعل الإغتيال بفعل القتل. «يبدو لنا بوضوح أن هذا هو جوهر موقف نجيب محفوظ من حادث الاغتيال.. ونحن حين نقرأ القصة ونصل إلى اللحظة التي قرر فيها علوان فواز محتشمي أن يقتل رئيسه في العمل أنور علام فإننا نجد نجيب محفوظ يدير الواقعة على أنها نوع من العبث أو من المصادفة غير المقصودة وغير الرامزة إلى شيء، بيد أنه كان لابد لها من أن تقع.»

## موضوع
تتميز رواية «يوم قتل الزعيم» بطابعها السياسي، فهي ابتداء من العنوان تعرض لشخص حاكم، تدور في الزمن السياسي، في ذروة احتدامه، «قبيل مصرح هذا الحاكم - السادات - الذي تخلع عليه بمفارقة مدهشة لقب الزعيم وتنفيه عنه في اللحظة ذاتها، لأن الزعيم الفعلي يأتي تعبيرًا عن إرادة جماعية حرة في اختياره، وحريصه على حمايته، مما يجعل من الصعب قتله، غير أنها تقدم هذا الموقف السياسي في جذوره الاقتصادي المباشر الذي يمسّ حياة الناس العاديين وما أصابها من خلل، نتيجة الانفتاح الأستهلاكي الذي أدى إلى اهتزاز الأبنية القيمية وخلخلة العلاقات الإنسانية..»  وهي أيضا تمثل رؤية عما كان يجول في ذهن نجيب محفوظ عن سياسة الرئيس الراحل «السادات» وعن دور الشباب في تغيير الواقع للافضل بجعل صوتهم صدّاحا وعدم الركون إلى الكسل والسأم في مقارعة عوادي الدهر. وقد عبّر عن ذلك كله بأسلوب وجيز طيّع.

## سرد وحبكة
تتخذ حبكة الرواية الطريق المعتاد في الرواية تسمي السائدة. وهو تصاعد الأحداث منذ البداية حتى ذروتها في النهاية.
في البداية، يقدم الشخصيات ثم تنعقد الأمور حتى نهاية الرواية. وعملية القحص لا تتم عن طريق شخصية واحدة بل عن طريق ثلاث شخصيات مشتركة في الأحداث.
برأي صلاح فضل أن أول ما يثير الانتباه عند بحث الإيقاع في هذه الرواية، أنها ليست تقليدية تقص الأحداث بطريقة متسلسلة لا يصيبها سوى التقطيع في شريط الزمن، بل تعمد إلى توظيف منظور الشخصيات في مستوى متطور من تيار الوعي، ما يجعل قياس الزمن فيها شديد التعقيد، حيت تتراكم المواقف واللحظات من منظور شخصيات أخرى في وحدات متوازية، الأمر الذي يؤدي إلى استثمار الزمن في عدة مستويات تنفذ إلى عمق الأحداث وتضاعف إيقاعها.

### أحداث الرواية
تدور أحداث هذه الرواية على ثلاث فترات بين الشتاء والربيع والصيف، ويأخذ الشتاء أطول فترة. التناقض يحدث بين جيل الشباب في جيل عبد الناصر «القائد» والجيل المنفتح للسادات، وكأن الكاتب يريد أن ينقل فكرة خاصة عن الجيلين الثوري لعبد الناصر وجيل السادات. من هو المنفتح على العالم من أوسعه، ومن هنا أخذت المراجع السياسية مكانة مميزة في عمق السرد، لذلك كانت الرواية سياسية بشكل أدبي اعتمد بشكل كبير على المفارقات في بنية الرواية بين السطح والعمق الذي أدى إلى انسجام النظام المتأصل في البنية السرديّة للعمل السردي. هذا التباين يجعل العمل الدرامي يحقق شعار الشكل الدرامي في عملية السرد
تدور أحداثها في ثلاث فترات بين الشتاء والربيع والصيف ويأخذ الشتاء الفترة الأطول، وتحدث المفارقة بين جيل الشباب في جيل عبد الناصر «الزعيم» وجيل السادات الانفتاحي، و«كأن الكاتب يريد توصيل فكرة خاصة عن الجيلين جيل عبد الناصر الثوري وجيل السادات المنفتح على العالم من أوسع، ، ومن هنا أخذت الاشارات السياسية مكانا متميزا في العمق الروائي، فكانت الرواية سياسية ذات صيغة أدبية اعتمدت اعتمادا كبيرا على المفارقات في بنية الرواية بين السطح والعمق، والتي أدت إلى انسجام النظام الكامن في البنية الروائية للعمل السردي فهذا التضاد يجعل من العمل ذا طابع درامي يحقق شعار النموذج الدرامي في عملية السرد.»

## شخصيات
شخصيات رئيسية في هذه الرواية، هم محتشمي زايد، وعلوان فواز محتشمي، ورندة سليمان. في هذه الرواية يقوم نجيب محفوظ بعملية السرد ثلاث شخصيات رئيسية. ويستفيد من بلاغة النثر الفني من حيث اختيار اللفظ المناسب في مكان المناسب والإيجاز واستعمال المجاز. يعجل شخصياته أحيانًا تعبر عن نفسها وعن مواقفها بشكل بليغ وأحيانًا أخرى بطريقة كاشفة مكثفة بشكل يكاد يقترب من التلخيص ربما تحسبًا من أي سوء تفسير من جانب القارئ. "وهو استخدام محسوب بحيث لا يطغى التعبير البليغ أو التعبير الموجز على التعبير الذي يشف عن مذاق وطعم وطابع الشخصية والواقع الخارجي لأن الجزء الأكبر هو تعبير عما تحسه الشخصية من مشاعر ومن ردود أفعال للواقع الخارجي".

يرسم محفوظ من خلال الشخصيات التي تحكي الرواية صورتين غير متعارضتين «وإن كانتا متداخلتين الأولى مفصلة والأخرى موجزة تؤكد الواحدة الأخرى، تمثل الأولى - والغالبة - الأحاسيس والمشاعر في سخونتها وطزاجتها وعفويتها وصدقها وتمثل الثانية التلخيص البليغ الجميل الشارح للموقف أو المعلق عليه.»

## شخصيات الرواية وأحداثها

### محتشمي زايد
هو شخص طاعن في السن فقد نيف على الثمانين عاما .يسكن مدينة القاهرة مع ابنه فواز وحفيده علوان وهناء زوجة الابن وهما يعملان في شركة للقطاع الخاص .يقضي جل وقته في داره مستمعا تارة للقرآن وأخرى للأغاني والأخبار .يشكو وطأة الزمن وعلقم الوحدة .لكنه كبقية الكهول وجد سلواه في قراءة القرآن تارة وفي نهمه بتناول الطعام وفي ذكر أطلال ماغبر من أيام عمله كمدرس وربيع أيامه أبان مشاركته في ثورة 1919 كثائر. شأنه شأن أترابه في عشرينات القرن العشرين وهو يمثل وجه الحكمة في الرواية ورؤية محفوظ عن ماض قد سلف ألا أنه له الأثر كل الأثر في نشأة جيل صلب المراس.

### علوان محتشمي زايد
هو أبن فواز محتشمي زايد وحفيد محتشمي زايد. شابا في ربيع شبابه . فهو لمّا يزل في منتصف عقده الثاني . غلبت عليه صفة الشكوى والتبرم فهو في نفرة عن كل ما وقع تحت ناظريه كونه يشكو شظف العيش والفاقة . يعمل في شركة الأغئية وهي إحدى شركات القطاع العام في قسم العلاقات العامة والترجمة .تربطه وجده صداقة بل يكاد يكون أنيسه وخدينه . اما زمام قلبه فتمسك به رندة . كتب لهما القدر حبا ورفقة مذ خلقا. فكأن للقدر قد رسم لهما مساغا وأحبب به مساغ ، فهما في ذات الحي وذات العمل . ألا أن الايام لم تكن سخية معهم حيث باغتتهم بتراشق للأوبال قد بددت ما توقد في نفسيهما من براءة الأحلام ونظرة الحب الفتي وما رامت إليه نفسيهما في حياة لا تخلو من دفيء وحب بعيدا عن منغصات العيش وكدر الايام ولكن هيهات . حيث تنتهي الرواية بسجن علوان على إثر ما أقدم عليه من قتل مرؤوسه بالعمل وكان ذلك اليوم المشؤوم هو ذاته يوم قتل الزعيم«السادات».

### رندة سليمان مبارك
وهي فتاة في السادسة والعشرين من عمرها محبوبة علوان حفيد محتشمي زايد وقد توج حبهما بخطبة منذ أحد عشر عاما!. تشاطره ذات الحي والزقاق بل ويتشاطران العمل أيضا . تسكن رندة مع اب لها وام وأخت لها مطلقة تدعى سناء
فتاة وقور تتوقد حماسا وحبا لعلوان ورغبة في الاقتران به الا ان الدهر لم يدعها وشأنها ، بل سرعان ما حادت المسرات عنها ففسخت والدتها خطبتها من علوان لتجد رندة نفسها في ملاحاة بين ثأر لكرامتها وبين نار يتضرم به فؤادها في ذكرى أيام قد خلت. لينتهي بها الحال وقد أقترنت بمدير لها في العمل . تمر عليها الحوادث الجسام لتكشف لها ما تطويه سريرته في حبه الجمّ للمال ولو كان ثمنا لشرفه فتقدم على طلب الطلاق منه وكان لها ما أرادت.

## نقدها
في رأي إبراهيم عبد العزيز كاتب«ليالي نجيب محفوظ في شبرد» هذه الرواية «تندد بالعهد الساداتى وسياسات الانفتاح الاقتصادى الذي التهم الطبقة المتوسطة، وتفاقم الأزمات الطائفية بالمجتمع». أما كه يلان محمد قال :«أن نجيب محفوظ الذي كان مؤيدا لسياسة أنور السادات في خطوطها العامة، غير أنَّ في روايته "يوم قُتل الزعيم" يسخر من مُحاكاة السادات للزُعيم النازي هتلر، إذن ثمة مسافة بين العمل الإبداعي وآراءِ مؤلفه.» 
```
كما تتحدث الرواية عن واقع يعيشه العربي تحت وطأة الفوضى والقتل.

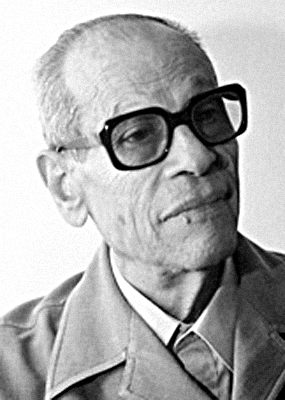

[
11
]
```